# Podopteryx casuarina
Podopteryx casuarina är en trollsländeart som beskrevs av Maurits Anne Lieftinck 1949. Podopteryx casuarina ingår i släktet Podopteryx och familjen Megapodagrionidae. IUCN kategoriserar arten globalt som otillräckligt studerad. Inga underarter finns listade i Catalogue of Life.